# 智に働けば角が立つ情に棹させば流される
智に働けば角が立つ情に棹させば流される（ちにはたらけばかどがたつじょうにさおさせばながされる）は、日本のことわざ。

## 概要
人間が社会で生きていくうえで、理知のみに割り切っていたならばこのことで他人と衝突する。だが他人の感情に気を使っていてばかりでは、自らの足をすくわれるようになるということである。この言葉では人付き合いの難しさが説かれている。世間の人々と付き合う上では、頭の良いところが見え過ぎるならば嫌われるし、あまりにも情が深いならばそのことにより流されてしまう。このため智と情のバランスを上手にとらなければならず、これはなかなか困難なことということである。
この言葉は夏目漱石が39歳のときに発表した小説『草枕』からの言葉である。当時第五高等学校の教員で、熊本市に在住していた漱石が、次世代に伝えたかった非人情の世界を描く小説からの言葉である。この言葉は作品内の登場人物が山道を歩きながら考えていた言葉である。ここで考えていた言葉が「智に働けば角が立つ情に棹させば流される」であり、人の世は住みにくいということを示している。そして住みにくさが高じたならば他の安い所に引っ越したくなるものの、他のどの場所に引っ越しても住みにくいと悟った時に、詩が生まれて絵ができるとしている。
この言葉の棹させるというのは、本来の意味は時流に乗るや思い通りに物事が進むということなのであるが、2012年に文化庁が行った調査によれば棹させるというのは逆らうや逆行するという本来とは異なった意味で用いている人が6割ほどになるという結果が出ている。